# Kieron Pepper
Kieron Pepper é baterista dos The Prodigy ao vivo (desde 1996 até Março de 2007), ex-guitarrista e ex-baterista do grupo Happy Gilmore, ex-baterista de Flint (projecto a solo de Keith Flint dos The Prodigy, baterista de Hyper (projecto com DJ Hyper, Jim Davies e o ex-Prodigy Leeroy Thornhill) e de Victory Pill.